# Hrabstwo Crittenden (Arkansas)

Piramida wieku hrabstwa

Hrabstwo Crittenden (ang. Crittenden County) – hrabstwo w stanie Arkansas w Stanach Zjednoczonych.
Obszar całkowity hrabstwa obejmuje powierzchnię 636.69 mil2 (1 649 km²). Według danych z 2010 r. hrabstwo miało 50 902 mieszkańców. Hrabstwo powstało 22 października 1825.

## Główne drogi
| - Interstate 40 - Interstate 55 - U.S. Highway 61 - U.S. Highway 63 - U.S. Highway 64 - U.S. Highway 70 - U.S. Highway 79 | - Highway 38 - Highway 42 - Highway 50 - Highway 77 - Highway 118 - Highway 131 - Highway 147 | - Highway 149 - Highway 184 - Highway 191 - Highway 218 - Highway 816 |

## Sąsiednie hrabstwa
- Hrabstwo Mississippi (północny wschód)
- Hrabstwo Tipton, Hrabstwo Shelby (wschód)
- Hrabstwo DeSoto (południowy wschód)
- Hrabstwo Tunica (południe)
- Hrabstwo Lee (południowy zachód)
- Hrabstwo St. Francis, Hrabstwo Cross (zachód)
- Hrabstwo Poinsett (północny zachód)

## Miasta i miejscowości
| - West Memphis - Marion - Anthonyville - Clarkedale - Crawfordsville - Earle - Edmondson | - Gilmore - Horseshoe Lake - Jennette - Jericho - Sunset - Turrell |